# Amy Stein
Amy Stein (nascuda el 1970) és una fotògrafa estatunidenca. Es va formar al Centre Internacional de Fotografia i a l'Escola d'Arts Visuals de la ciutat de Nova York. Algunes de les seves sèries de fotos inclouen Stranded i Domesticated. El seu treball s'ha mostrat a l'Acadèmia Nacional de Ciències de Washington, D.C.  El 2007 va ser una de les quinze "artistes emergents" seleccionades per la revista American Photo.
A Barcelona, s'ha pogut veure obra seva a l'exposició suburbia del CCCB el 2024.